# Yannick Andréi
Yannick Andréi, pseudonimo di Jean Antoine Andréi (Bordeaux, 18 febbraio 1927 – Neuilly-sur-Seine, 28 dicembre 1987), è stato un regista francese.

## Biografia
Allievo al Lycée Michel-Montaigne di Bordeaux, la sua carriera nel cinema ebbe inizio nel 1949 come assistente alla regia. Divenuto qualche anno dopo aiuto regista, lavorò a fianco di noti registi francesi come Jean-Pierre Melville, Robert Vernay e Norbert Carbonnaux.
Il suo esordio da regista avvenne nel 1957 con il cortometraggio dal titolo Animaux, nos amis. Oltre che nel cinema è stato attivo anche in televisione, dove ebbe un'attività più prolifica avendo firmato la regia di diversi sceneggiati. Tra i suoi lavori più noti si ricordano I ragazzi del sabato sera (1961) e La paura dietro la porta (1975), per il cinema, le miniserie Il cavalier Tempesta (1968-1969) e La camera delle signore (1982), e il film televisivo L'affaire Caillaux (1986), per la televisione.
Morto nel 1987 all'età di 60 anni, era sposato e padre di tre figli, tra cui l'attore e regista Frédéric Andréi.

## Filmografia parziale

### Cinema
Regista
- I ragazzi del sabato sera (Samedi soir, 1961)
- La paura dietro la porta  (Au-delà de la peur, 1975)

Aiuto regista
- Labbra proibite (Quand tu liras cette lettre), regia di Jean-Pierre Melville (1953)
- Queste maledette vacanze (Ces sacrées vacances), regia di Robert Vernay (1956)
- Festa di maggio (Premier mai), regia di Luis Saslavsky (1958)
- Miss Pigalle (Miss Pigalle), regia di Maurice Cam (1958)
- Le jene del quarto potere (Deux hommes dans Manhattan), regia di Jean-Pierre Melville (1959)

### Televisione
- Malican padre e figlio (1967)
- Il cavalier Tempesta (Le chevalier Tempête, 1968-1969)
- La dama di Monsoreau (La dame de Monsoreau, 1971)
- Bianco blu e rosso (Blanc, bleu, rouge, 1983)
- La camera delle signore (La chambre des dames, 1983-1986)

## Premi e riconoscimenti
- 7 d'or (1986; miglior serie televisiva)